# Ameisler

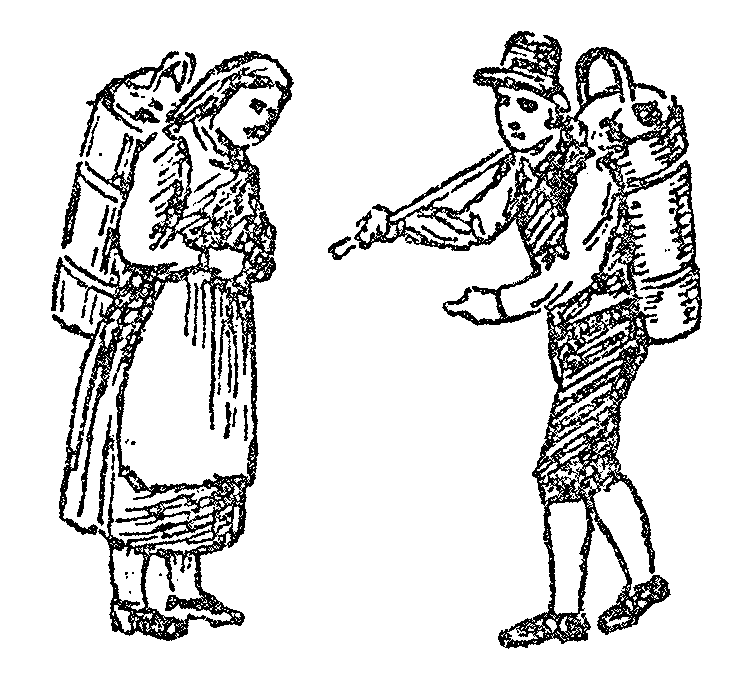
Amastrager: Darstellung von 1820

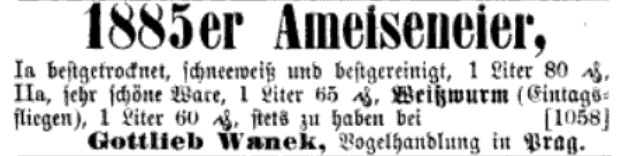
„1885er Ameiseneier, Ia bestgetrocknet, schneeweiß und bestgereinigt, 1 Liter 80 ₰, IIa, sehr schöne Ware, 1 Liter 65 ₰, Weißwurm (Eintagsfliegen), 1 Liter 60 ₰, stets zu haben bei Gottlieb Wanek, Vogelhandlung in Prag.“ Anzeige für den Verkauf von Ameiseneiern (Puppen), gedruckt in Magdeburg, 17. September 1885

Ameisler oder Ameiseneiersammler, Ameiseneierverkäufer, Ameisenscharrer, Ameiseneinsammler oder Ameisensucher, lokal auch Amastrager, ist die Bezeichnung für einen historischen Berufsstand, der ab dem 17. Jahrhundert für Teile Österreichs, Bayerns und Böhmens nachgewiesen ist. Die dazugehörige Tätigkeit wird als Ameisln beschrieben. Ameisler sammelten und trockneten bei ihrer Saisonarbeit die Puppen der Waldameisen und verkauften sie als Vogelfutter sowie als Zutat für die Herstellung von Arzneimitteln.

## Geschichte und Verbreitung

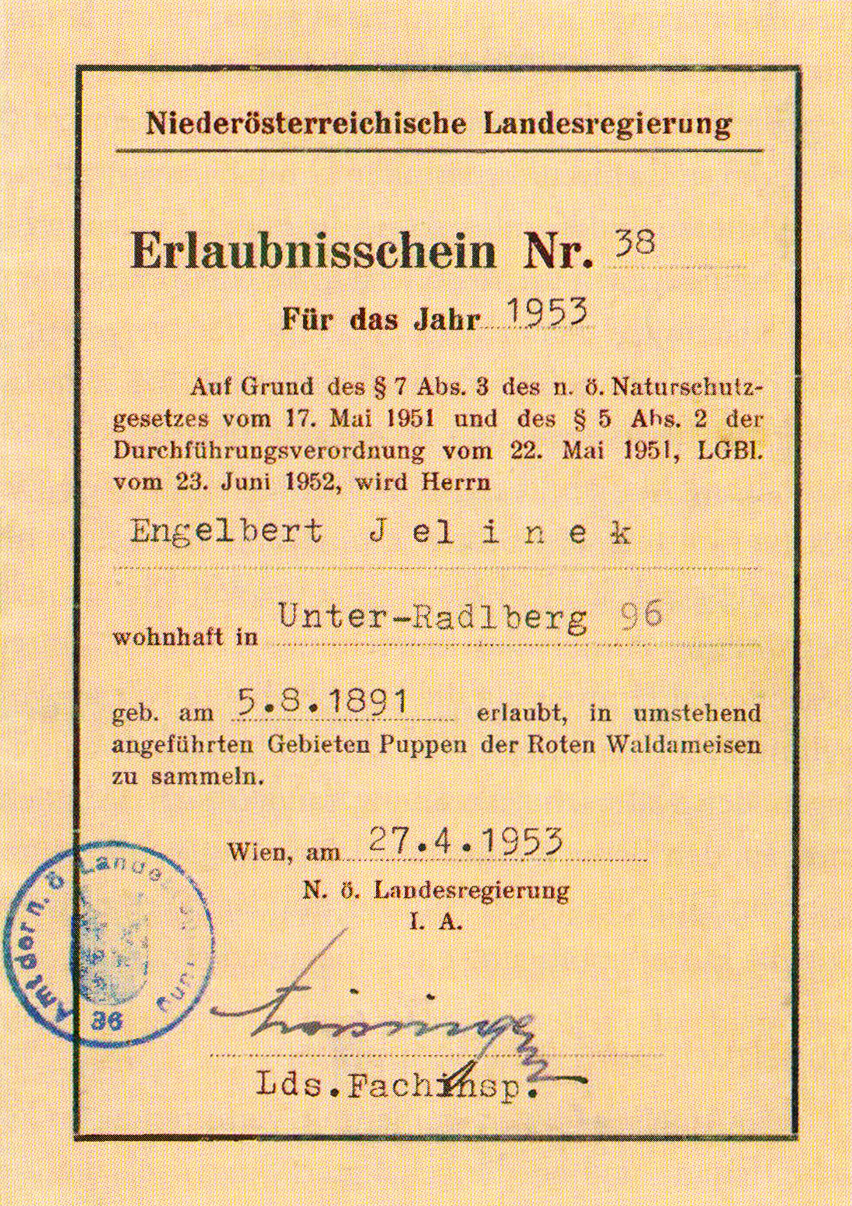
Erlaubnisschein aus Niederösterreich (1953)

Über die Ursprünge des Ameislns ist heute wenig bekannt. Es wird vermutet, dass die Tätigkeit mit der Käfighaltung von Singvögeln aufkam. Die Kundschaft bestand hauptsächlich aus Vogelfutterhändlern, die die eingesammelten trockenen Ameisenlarven an Vogelbesitzer verkauften. Viele Bauern mussten aus existenziellen Gründen einem Nebenerwerb nachgehen, wobei die Sammelwirtschaft einen besonderen Stellenwert einnahm. Bereits 1679 konnte man in einem Kräuterbuch des Frankfurter Stadtphysicus Adam Lonitzer über die „Beste Weiß, Omeisen-Eyer zu sammeln“ nachlesen. Den ausführlichsten Bericht über das Ameisln lieferte Moritz Alois Becker 1859 in seinem Reisehandbuch für Besucher des Ötscher, in dem er die Tätigkeit detailliert beschreibt. Für Niederösterreich sind neben dem Ötschergebiet die Sammelorte Annaberg, Dunkelsteinerwald, Glasweiner Wald, Gutenstein, Hainfeld, Karnabrunner Wald, Michelstetten, Ottenschlag und Pulkau belegt.
Über die Landesgrenze hinaus ist das Ameisln für Tirol, die Oberpfalz, das bayerisch-böhmische Grenzgebiet und Iglau nachgewiesen.
Rund um Hainfeld waren die sogenannten „Amastrager“ bis 1848 zünftig organisiert. Im „Baderschen Gasthof“ hatten sie einen Stammtisch, über dem noch 50 Jahre später eine Blechtafel mit Gewerbezeichen und Spruchbanner aus dem Jahr 1820 prangte:

„Wir ‚Amastrager‘ sind weit und breit bekannt als arbeitsame brave Leut’,
Wir werden von jedermann hoch geehrt, denn unser Gewerb’ ist schätzenswert,
Und wollen wir einen guten Braten, einen guten Wein,
So kehren wir bei unserer Frau Wirthin ein.“

Ende des 19. Jahrhunderts gab es in Hainfeld noch sechs gewerbliche Ameisler. Zunehmende forstrechtliche und naturschutzliche Einschränkungen sowie die Aufhebung des Zunftzwanges – nunmehr war es jedem erlaubt zu sammeln, der die gesetzlichen Auflagen beachtete – führten zum langsamen Niedergang des Gewerbes. Dennoch hielt sich die Tätigkeit vielerorts bis in die 1970er Jahre, wie eigens ausgestellte Erlaubnisscheine der niederösterreichischen Landesregierung belegen. Zwischen 1957 und 1975 wurden immerhin noch 270 dieser Lizenzen vergeben. Dass das Sammeln von Ameisenpuppen durchaus lukrativ sein konnte, zeigen folgende Zahlen: 1859 erzielte man für eine Saisonernte von 20 Metzen einen Gewinn von 150 bis 500 Gulden, was einem Gegenwert von 100 Metzen Getreide entsprach. In den 1960er Jahren reichte der in nur vier bis sechs Wochen erwirtschaftete Saisonerlös beispielsweise für den Kauf eines Fernsehapparats.

## Berufsbild

### Erscheinung
Der steirische Heimatdichter Peter Rosegger widmete dem Ameisler Ende des 19. Jahrhunderts einen Artikel in seiner Zeitschrift Heimgarten, in dem er vor allem das Schicksal der Tierchen ausgesprochen bildlich schilderte, aber auch das schäbige Aussehen der Ameisler hervorhob.

„Da kannst Du im Walde einem sonderbaren Mann begegnen. Seinem zerfahrenen Gewande nach könnte es ein Bettelmann sein, er trägt auch einen großen Sack auf dem Rücken; aber über diesem Bündel und all’ seinen Gliedern, von der beflickten Beschuhung bis zum verwitterten Hut, laufen in aller Hast zahllose Ameisen auf und nieder, hin und her, in Schreck und Angst und wissen sich keinen Rath in der fremden, wandelnden Gegend, in die sie gerathen […]“

Unter den niederösterreichischen Vertretern des Berufsstands hielt sich lange die traditionelle Bergbauerntracht. Dazu gehörten das rupfene Hemd, ein Hemd ohne Halskragen, mit schwarzem Halstuch und rotem Brustfleck. An den Beinen trugen die Männer Kniehosen mit grünen, zweispangigen Hosenträgern und weiße Wollstrümpfe, auf dem Kopf einen spitz zulaufenden Hut mit schmaler, aufwärts stehender Krempe. Weibliche Ameisler setzten auf einen ärmellosen Spenzer mit kurzem, einfarbigem Kittel und darüber eine Schürze aus blauer Hausleinwand. Um den Kopf trugen sie ein lose geknotetes, schulterlanges Tuch. Die Sammler in Niederösterreich waren jedoch nicht immer Einheimische, sondern auch wandernde Tiroler oder Böhmer, die sich dementsprechend anders kleideten.

### Arbeitsweise und Verkauf

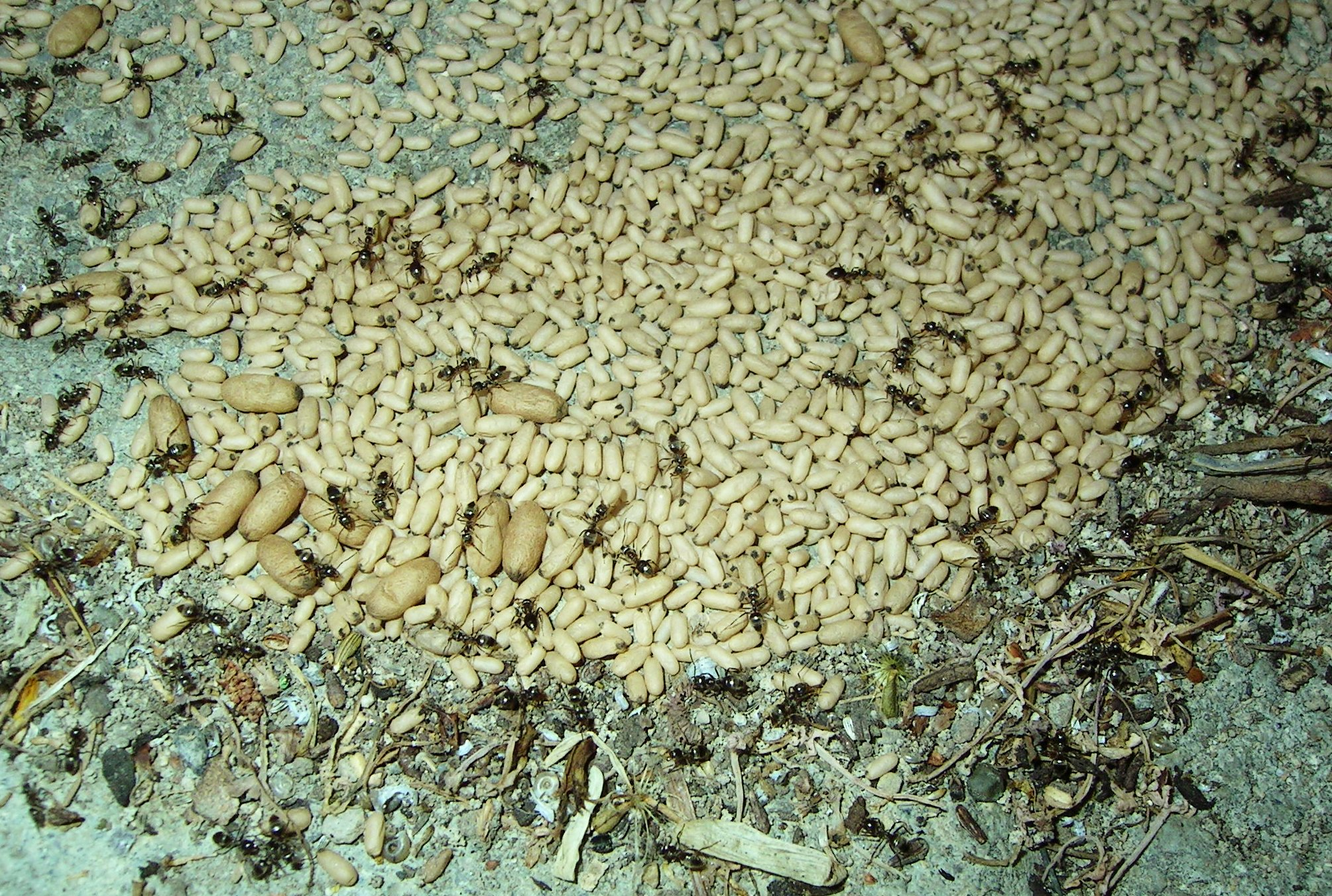
Oft fälschlicherweise als „Eier“ bezeichnete Ameisenpuppen

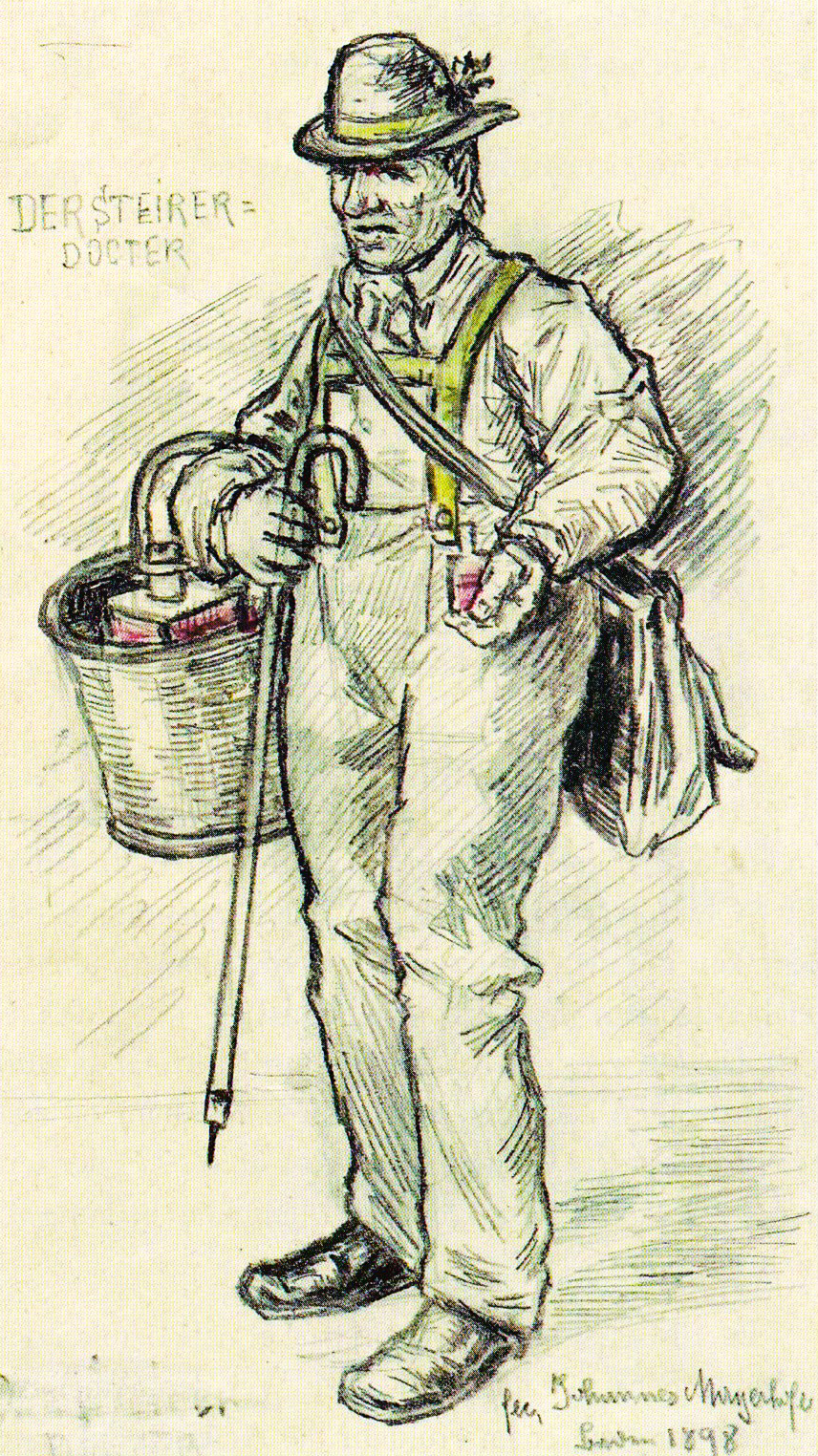
Der „Amasdoktor“ von Johannes Mayerhofer (1898)

Die Gewinnung der im Volksmund auch „Ameiseneier“ genannten Puppen erfolgte je nach Gegend unterschiedlich. Es lassen sich jedoch überall Parallelen erkennen. Peter Rosegger, der nach eigenen Angaben mehrmals Zeuge der Tätigkeit wurde, beschrieb für das Gebiet um Mariazell eine dreiteilige Vorgangsweise:
1. Zunächst musste der aus Nadeln und feinsten Zweigen bestehende Ameisenhaufen geöffnet werden, wozu etwa ein Heindl verwendet wurde. Anschließend wurden die oberen Schichten in einen Sack geschart (oder gesiebt) und in einer Butte abtransportiert.[9] Gottlieb Tobias Wilhelm beschrieb 1811, dass das Sammeln von Ameisenpuppen nur bei Schönwetter möglich ist, da die Ameisen ihre Puppen nur dann in den oberen, wärmeren Regionen des Ameisenhaufens lagern.[7] Als Schutz vor der Ameisensäure rieben sich Ameisler die Hände mit Terpentin oder Holunderblüten ein.[9][8] Gegen Ameisenbisse setzte der Ameisler lange Strümpfe ein.
2. Im nächsten Schritt wurde auf einem sonnigen Anger ein großes Leintuch ausgebreitet, der Rand mit Laub bedeckt, umgeschlagen, und die Ecken hochgespannt. Das Sammelgut leerte der Ameisler in die Mitte des Tuchs und wartete, bis die Ameisen ihre Puppen unter den Blättern in Sicherheit brachten. Danach mussten die kleinen Häufchen nur noch eingesammelt und sicher verwahrt werden. Rosegger bezeichnete diesen Schritt als „Auslaufen“.[9]
3. Abschließend musste die Ware getrocknet bzw. gedörrt werden. Hierzu verwendete man Holzschuppen mit eigenen Trockenräumen („Oalhütten“[10]), die beispielsweise auf der Ötscherwiese mit Kugelöfen beheizt wurden.[7]

Andere Methoden wie das Ausheben von Fanglöchern oder kleiner Wassergräben sind etwa aus dem böhmisch-mährischen Grenzgebiet (Karl Hans Strobl, 1944) oder der Oberpfalz (1920er) überliefert. War die Ware getrocknet und verpackt, wurde sie in der Stadt vorwiegend an Vogelhändler und Züchter verkauft. Ein beliebter Verkaufsplatz war der Wiener Naschmarkt, auf dem um die Jahrhundertwende vor allem Ameisler aus Hainfeld ihre Ware feilboten. Die Familie Bandion aus Annaberg, die das Sammeln von Ameisenpuppen bis ins 21. Jahrhundert fortsetzte, belieferte zunächst per Motorrad den Meidlinger Markt. Später wurde die Ware vom Händler persönlich abgeholt.

### Nebentätigkeiten und verwandte Berufe
Neben den Ameisenpuppen wurde eine Vielzahl weiterer Waldprodukte wie Wurzeln oder Kräuter gesammelt, die in Apotheken abgesetzt werden konnten. Wacholderbeeren und andere Waldfrüchte dienten der Herstellung von Branntwein. Als wichtigstes Nebenprodukt wurden feinste Harzkörner, das sogenannte „Oalpech“, aufgelesen, das vor allem zu Räucherungsmitteln weiterverarbeitet wurde.
Darüber hinaus fanden Ameisen Anwendung in der Volksmedizin. Der aus Mariazell stammende Steirer Docter sammelte die lebendigen Tierchen und verarbeitete sie zu Ameisengeist und „Amastinktur“, denen eine heilende Wirkung bei rheumatischen Leiden nachgesagt wurde. Die Behörden nahmen dem auch als „Amasdoktor“ bekannten Mann, der außerdem Enzianschnaps verkaufte, seine Kurpfuscherei übel.

## Rezeption
Die kurios anmutende Tätigkeit der Ameisler lieferte bereits vor 200 Jahren Stoff für den Volkswitz. Davon zeugte etwa das Gewerbezeichen im Hainfelder Gasthof, das einen Amastrager und seine Frau bei ihrer eigentümlichen Arbeit zeigt. Die Rückseite der Blechtafel offenbarte folgendes Zwiegespräch:
Er: „Geh’, sag’ mir, Mirzl, weg’n was sich die Leut’ so spassen und uns allweil die Amastrager hoaßen?“
Sie: „Na, weil wir uns halt Tag und Nacht plag’n und unsere Sachen am Buckel umatrag’n.“
Auf den fast vergessenen Berufsstand des Ameislers wird vor allem im Laufe von volkskundlichen Ausstellungen gern hingewiesen. 2008 rief die Annaberger Kultur- und Geschichtsgemeinschaft Tannberg die Tätigkeit in einer Ausstellung zum Thema „Unsere Ameisen – Unbekannte Vielfalt“ ins Gedächtnis. Zwischen März 2009 und März 2010 widmete sich das Landesmuseum Niederösterreich naturkundlichen, volkskundlichen und wirtschaftlichen Aspekten heimischer Ameisenarten. Dabei stand auch die Tätigkeit des Ameislns im Brennpunkt. So wurde etwa der Keuschler Moritz Stehr, einer der wenigen namhaft bekannten und im Bild festgehaltenen Ameisler, vorgestellt. Im Anschluss war die Ausstellung bis Oktober 2010 im Biologiezentrum des Oberösterreichischen Landesmuseums zu sehen.
In einer Sonderausstellung des Österreichischen Freilichtmuseums im steirischen Stübing wurden im Jahr 2017 historische Handwerksberufe unter dem Motto „Schuster, Pecher, Ameisler“ präsentiert.